# Biette de Casinel
Pour les articles homonymes, voir Biette (homonymie).
Biette de Casinel (Biote Cassinel, dite « la Belle Italienne »), née vers 1325 ou 1340 et morte vers 1380 ou 1394 selon le Père Anselme, est une des premières maîtresses connues d'un roi de France.

## Famille
Elle est la fille de François Cassinel, sergent d'armes du roi Jean le Bon et Alips les Champs ou Alix Deschamps.
Elle au moins trois frères, dont Ferry est le second frère (nous ne savons pas lequel des deux autres est l'aîné) :
- Guillaume, chevalier. Il est connu entre autres parce qu'il achète des exécuteurs testamentaires de Jean d'Arcies (80e évêque d'Auxerre 1373-1376) une terre située à Sacy, et la revend ensuite à son frère Ferric[3].
- Ferric Cassinel[4],[N 1], second fils de la famille, évêque d'Auxerre (1382) puis archevêque-duc de Reims (1390) et pair de France.
- Bertrand, chantre à Auxerre en 1389 - année où il est témoin d'un acte par Ferric Cassinel daté du 1er juin 1389, pour la fondation de 12 messes annuelles en contrepartie de la donation de la terre à Sacy que Ferric a achetée de Guillaume[3]. Il teste le 29 septembre 1397[5].

## Biographie
Elle épouse Gérard de Montagu avant 1336 (née en 1340, elle épouse un homme en 1336???).
Dans les années 1360, elle devient l'amante du roi Charles V et certains prétendent qu'elle lui donne un fils, Jean de Montagu (ou Montaigu), en 1363 mais cette théorie est contestée par Lucien Merlet qui démontre, dans une biographie de Jean de Montagu, parue dans la Bibliothèque de l’École des Chartes (livre troisième, page 250) que Charles V avait environ 12 ans à la naissance de son supposé fils naturel.

Elle était peut-être la mère d'Oudard d'Attainville, un autre possible fils illégitime du roi Charles V.
Hormis ses enfants illégitimes, elle a trois fils et deux filles de son époux légitime, dont Gérard de Montagu, évêque de Paris et Jean de Montagu, chancelier de France et archevêque de Sens.
Elle devient veuve le 17 septembre 1380. Son tombeau se voit dans l'église Sainte-Croix de la Bretonnerie à Paris.
Elle ne doit pas être confondue avec sa nièce Gérarde Cassinel, dite « la Cassinelle », qui est la maitresse du dauphin Louis, fils de Charles VI, comme nous l'apprend Juvenal des Ursins qui écrit pour l'année 1414 : « Le roi et monseigneur le dauphin, après qu’ils eurent été à Notre-Dame de Paris faire leurs offrandes et dévotions, partirent de Paris et estoit monseigneur le Dauphin joly, et avoit un moult bel estendart, tout battu à or, ou avoit un K, un cygne et une L. La cause estoit, pourcequ’il y avoit une damoiselle moult belle en l’hostel de la royne, fille de Guillaume Cassinel, laquelle vulgairement on nommait Cassinelle. Si elle estait belle, elle estait aussi très bonne et en avait la renommée. De laquelle, comme on disait, ledit seigneur faisoit le passionné, et pource portait-il le dit mot. »